# The Magic's in the Music
The Magic's in the Music es el segundo álbum de estudio del músico canadiense Ken Tobias. Fue publicado en octubre de 1973 a través de MGM Records.

## Recepción de la crítica
Un escritor no especificado de la revista Cash Box escribió: “Un álbum debut digno de mención en MGM para Ken, un excelente cantante y compositor que se ayuda a sí mismo tocando una buena guitarra acústica. Las once canciones del disco son originales y prometen más cosas buenas por venir. «On the Other Side» es impactante, exuberante y de producción completa, tiene un poder de conducción inconfundible y una pista de ritmo acústico chirriante que es contagiosamente pegadiza». Un escritor no especificado de la revista RPM declaró: “Tobias canta música alegre, relajante y melodiosa. [...] Entre los placeres adicionales del álbum es que también tiene algo de atractivo country y un buen uso de sonidos sintetizados”. Un escritor no especificado de la revista Record World comentó: “[Tobias] se distingue por una voz intensamente melodiosa y buenas canciones suaves. «Darlin' Butterfly», «Lover Come Quickly» y «My My» están bien cantadas y bellamente producidas por Jon Miller, Ron Edwards y Roger Hand. Si Tobias logra un solo intento, podría romper a lo grande”.

## Lista de canciones
Todas las canciones escritas y compuestas por Ken Tobias.
Lado uno
1. «On the Other Side» – 3:45
2. «Good to Be Alive in the Country» – 4:12
3. «My My» – 2:50
4. «Clouded Blue» – 5:00
5. «Fly Me High» – 2:44

Lado dos
1. «Darlin' Butterfly» – 3:59
2. «Lover Come Quickly» – 3:05
3. «Keep On Changing» – 4:43
4. «I Wish I Was a River» – 3:44
5. «My Songs Are Sleeping» – 4:35

## Créditos y personal
Créditos adaptados desde las notas de álbum de The Magic's in the Music.
Músicos
- Ken Tobias – voz principal y coros, guitarra acústica
- Rod Edwards – teclados, sintetizador, coros
- Mike Giles – batería
- Bruce Lynch – guitarra bajo
- Bob Wilson – guitarra eléctrica
- B. J. Cole – guitarra de acero con pedal
- Tony Car – percusión (1–9)
- Andy Fuller – percusión (10)
- Graham Smith – armónica
- Graham Prescott – violín
- Roger Hand – coros

Personal técnico
- Jon Miller, Rod Edwards, Roger Hand – producción
- Bill Price – ingeniero de audio
- Steve Nye – ingeniero asistente
- Jennie Anderson – fotografía

## Posicionamiento
| Gráfica (1973)          | Pico de posición |
| ----------------------- | ---------------- |
| Canadá (RPM 100 Albums) | 74               |